# Phu Quoc International Lufthavn
Phu Quoc International Lufthavn (Vietnamesisk: Sân bay quốc tế Phú Quốc) er en lufthavn ved Phu Quoc, Kien Giang i Vietnam. Lufthavnen ligger 340 km nordøst for Ho Chi Minh-byen. Lufthavnen åbnede i 2012.
Lufthavnen vil få 1 landingsbane (3000 m x 45 m), og kan håndtere 7 million passagerer årligt. Anlægsudgiften androg 0,81 milliarder amerikanske dollar. Byggeriet startede i 2008 og sluttede i 2012. Lufthavenen afløste Phu Quoc Lufthavn.